# Tropidophis parkeri
Espèce
Synonymes
- Tropidophis caymanensis parkeri Grant, 1941

Statut CITES
Tropidophis parkeri est une espèce de serpents de la famille des Tropidophiidae.

## Répartition
Cette espèce est endémique de l'île de Little Cayman dans les îles Caïmans.

## Description
C'est un serpent vivipare.

## Étymologie
Cette espèceest nommée en l'honneur d'Hampton Wildman Parker.

## Publication originale
- Grant, 1941 "1940" : The herpetology of the Cayman Islands. Bulletin of the Institute of Jamaica, Science Series, vol. 2, p. 1-56.